# Теодор Альберт
Фрідріх Вільгельм Фердинанд Теодор Альберт (нім. Theodor Albert; 28 червня 1822, Магдебург — 7 грудня 1888, Берлін) — німецький художник-пейзажист і літограф.

## Біографія
У 1841 по 1846 роках навчався в Академії мистецтв в Берліні у Й. Г. Шадова, переважно займався пейзажним живописом.
З 1853 по 1856 здійснив ряд поїздок на Рюген, Рейн і Таунус. Найбільш успішними роботами художника були виконані ним акварелі та багатобарвна літографія.
Автор циклу робіт «Сільські резиденції, замки і т.д прусської монархії». Також працював у найвідоміших літографічних інститутах, у тому числі у Стокгольмі, Ризі та Копенгагені.

## Галерія

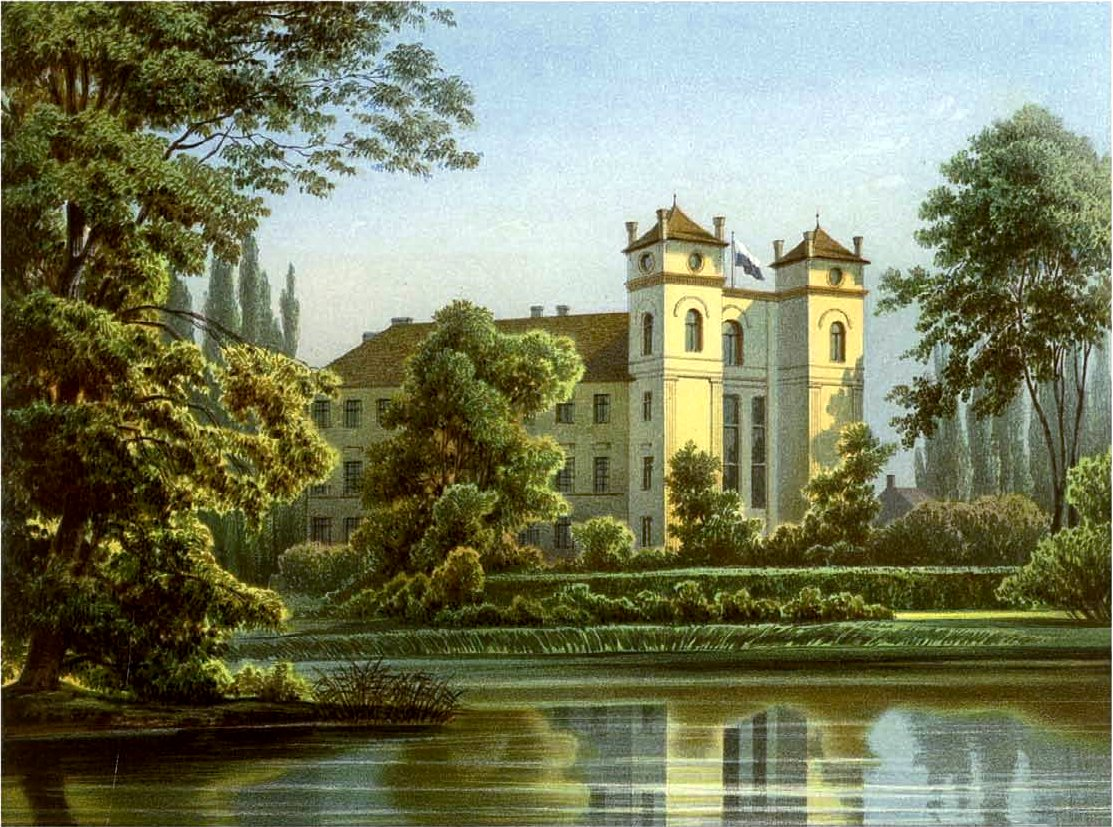
Замок Люббенау
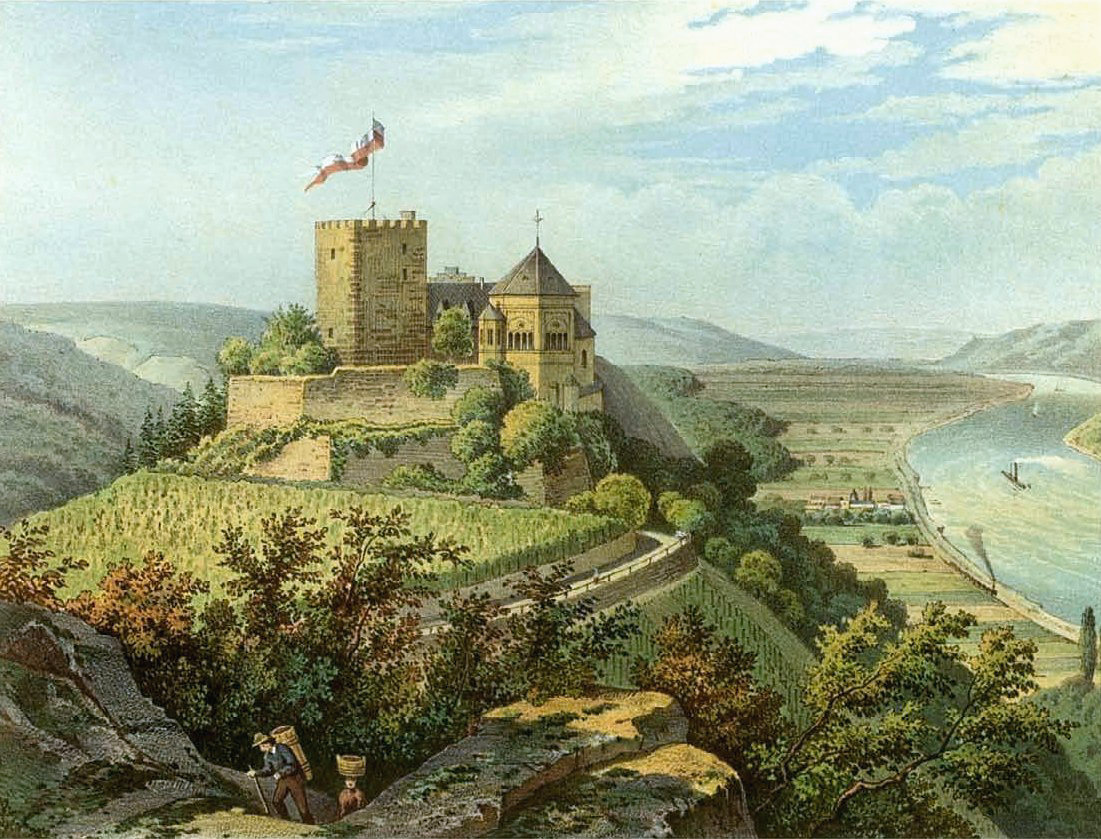
Замок Райнек
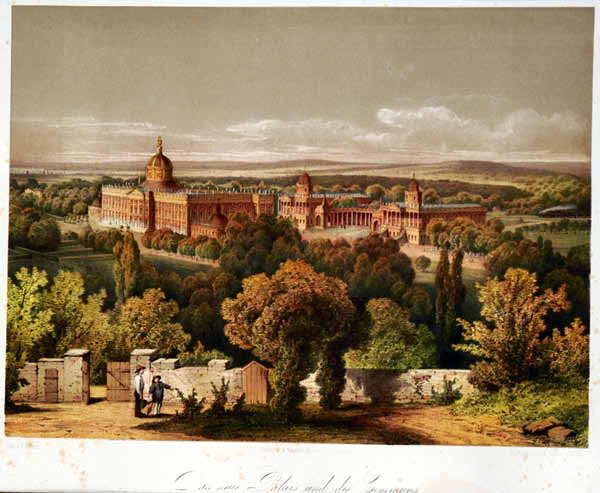
Новий палац у Потсдамі
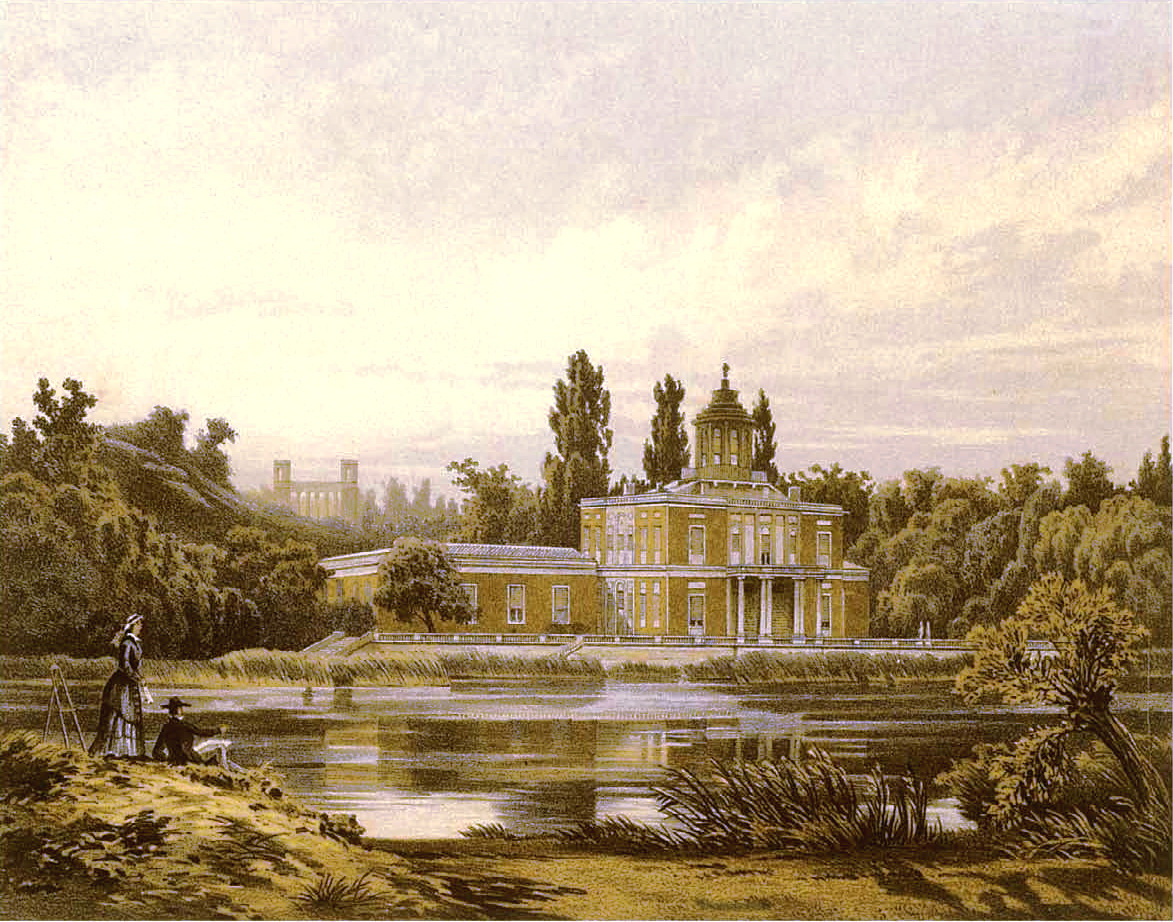
Мармуровий палац у Потсдамі

## Примітка
1. ↑  Artists of the World Online, Allgemeines Künstlerlexikon Online, AKL Online (нім.) / Hrsg.: A. Beyer, B. Savoy — Berlin: K. G. Saur Verlag, Verlag Walter de Gruyter, 2009. — ISSN 2750-6088 — doi:10.1515/AKL
2. ↑  Deutsche Nationalbibliothek Albert, Friedrich Wilhelm Ferdinand Theodor // Gemeinsame Normdatei (нім.) — 2012—2016.
3. ↑  Artists of the World Online, Allgemeines Künstlerlexikon Online, AKL Online / Hrsg.: A. Beyer, B. Savoy — B: K. G. Saur Verlag, Verlag Walter de Gruyter, 2009. — ISSN 2750-6088 — doi:10.1515/AKL